# クロフエガラス
クロフエガラス(学名:Strepera fuliginosa)は、スズメ目フエガラス科に分類される鳥類の一種である。

## 概要
体長は47－49cm。羽毛は黒色、尾羽の先端に白色の帯があり、初列風切りの先端が白色。虹彩は黄色。雌雄同色。
フエガラスと同一種と見なされることもある。

## 分布
オーストラリアのタスマニア島およびその周辺の島。

## 生態
生態もまたフエガラスによく似ている。
一般に定住性であるが、秋から冬にかけては群れで行動し、高地に生息するクロフエガラスは低地へと移動する。長距離を移動する際は、群れで行動することが多い。
食性は雑食性で、木の実、果実、昆虫などの無脊椎動物、鳥の卵や雛、トカゲなどを、地上や樹上で採餌する。
繁殖期は春で、一回に3，4個の灰褐色の斑点のある赤褐色の卵を産む。